# Канал Дунав – Черно море (Румъния)
 Тази статия е за румънския Канал Дунав – Черно море.  За украинския канал вижте Канал Дунав - Черно море (Украйна).  
Каналът Дунав – Черно море е плавателен канал, разположен в пресъхнал ръкав на река Дунав, който свързва Дунав с Черно море и заобикаля дунавската делта. Намира се в Северна Добруджа.

## Идея
Първата засвидетелствана идея за проект на канал, свързващ Дунав с Черно море през Добруджа, възниква у Османското правителство през първата половина на 19 век. Румънските правителства след предоставянето на Северна Добруджа на Румъния по силата на Берлинския договор също извършват проучвания по реализацията на проекта, но по една или друга причина начинанието е изоставяно. Целта на румънското правителство с изграждането на канала е да се стимулира процеса на колонизация на Добруджа, която историческа област е чужда за румънския етнос до 1878 година. Същевременно изграждането на канала би повишило търговското значение на пристанището на Кюстенджа, което си остава по физикогеографски причини второстепенно за Румъния, спрямо главните пристанища на Влашко и Молдова – Браила и Галац.

## История
Решението за изграждане на канал, свързващ Дунава с Черно море, е от 1948 година. То е взето от Политбюро на Румънската комунистическа партия по съвет на Сталин. През следващата 1949 година по протежение на проектотрасето са изградени трудови лагери. В тях са рекрутирани основно селяни, несъгласни с продължаващата колективизация в селското стопанство, както и „румънски фашисти“, ционисти и други „неблагонадеждни елементи“ за установената по съветски образец комунистическа диктатура в Румъния. Румънската комунистическа пропаганда нарича канала „гробница на румънската буржоазия“. За изграждането на канала е прехвърлена от Съветския съюз използваната строителна техника на Волго-Донския канал. Румънското начинание постепенно изчерпва ресурсите на икономиката и през 1953 година отново по препоръка на Сталин изграждането е спряно. Строителните работи се вършат предимно „на ръка“. Като оправдание за провала на социалистическото планиране, през 1952 г. са повдигнати на някои от строителите обвинения в саботаж.

## Довършване
През 1976 година управляващият Румъния диктатор Николае Чаушеску решава да довърши начинанието. Някои историци са на мнение, че решението е продиктувано от независимата от Съветския съюз румънска външна политика. С него се цели да бъде заобиколена съветската територия и военноморски бази, разположени около дунавската делта. Стойността на канала по днешни оценки се изчислява на около 2 милиарда евро. След многобройни закъснения в строителството южният ръкав на канала е пуснат в експлоатация през 1984 г., а северният – през 1987 година. Икономическата целесъобразност от изграждането на канала е спорна. Според някои данни печалбата от канала през 2006 г. се изчислява малко над 3 милиона евро. Като основен мотив в подкрепа на изградения канал се изтъква аргумента, че чрез него дунавското корабоплаване заобикаля защитената от ЮНЕСКО дунавска делта. Каналът е трети по големина в света след Панамския и Суецкия канал. По обем на извършени изкопни работи заема първо място в света.

## Характеристики
Дължината на канала е 64 – 67 км, намалявайки разстоянието за плаване по Дунав към Босфора с около 400 км. Широчината на канала е от 70 до 90 м, а средната му дълбочина 7 м.

## Алтернатива
Като алтернативен икономически проект през 2007 г. Украйна открива свой корабоплавателен канал заобикалящ от север дунавската делта.